# خط لوله اتیلن مرکز
خط لوله اتیلن مرکز نام یک خط لوله و مجموعه ای از کارخانه‌های پتروشیمی در جنوب ایران واقع در جنوب استان فارس است.قرارداد اجرای خط لوله انتقال اتان و اتیلن مرکز شهریور ۱۳۹۰ با حضور وزیر نفت میان شرکت ملی صنایع پتروشیمی و قرارگاه خاتم‌الانبیاء با هدف تأمین خوراک مجتمع‌های پتروشیمی استان فارس امضاء شد.این خط پس خط لوله اتیلن غرب دومین خط لوله انتقال اتیلن ایران است و به منظور دو بخش کلی با مشخصات زیر انجام پذیرفته است:
۱- خط لوله انتقال گاز اتان از پالایشگاه گاز پارسیان به مجتمع پتروشیمی فیروزآباد.
- مشخصات کلی: سایز خط لوله ۲۴ اینچ به ظرفیت ۳٫۲ میلیون متر مکعب در روز میباشد. طول کل خط ۲۴۰ کیلومتر و دارای یک ایستگاه تقویت فشار گاز(۱+۳) در کیلومتر ۱۳۶ با توان مصرفی حدود ۱۵ مگا وات می باشد.

۲- خط لوله انتقال گاز اتیلن از مجتمع پتروشیمی فیروزآباد به مجتمع های پتروشیمی جهرم، داراب، فسا و استهبان. 
- مشخصات کلی: سایز خط شامل سایزهای ۱۲٬۱۰ و ۸ اینچ بوده و در مجموع وظیفه تأمین خوراک گاز اتیلن را برای مجتمع های پتروشیمی جهرم، داراب، فسا و استهبان را بر عهده دارد. طول کلی این خطوط حدود ۳۱۰ کیلومتر بوده و از یک ایستگاه تقویت فشار در ابتدای مسیر برای افزایش فشار گاز استفاده مینماید.[۳]

## طول وظرفیت
طول خط لوله اتیلن مرکز حدود ۴۵۰ کیلومتر بوده و سرمایه‌گذاری ساخت این خط انتقال اتیلن حدود ۲۸۵ میلیون دلار برآورد شده بود، علاوه بر این برای ساخت پنج مجتمع پتروشیمی مسیر این خط لوله اتیلن قرار بود حدود دو میلیارد و ۴۵۰ میلیون دلار سرمایه‌گذاری جدید انجام شود، خط اتیلن مرکز از فیروزآباد آغاز می‌شود و با عبور از فسا به داراب، به جهرم و استهبان می‌رسد.ظرفیت تولید سالانه الفین پتروشیمی فیروزآباد یک میلیون و ۴۰ هزار تن، پلی اتیلن سنگین پتروشیمی داراب ۳۰۰ هزار تن، پلی اتیلن سبک پتروشیمی فسا ۳۰۰ هزار تن، پلی اتیلن خطی و سنگین پتروشیمی جهرم ۳۰۰ هزار تن و پتروشیمی استهبان ۱۴۰ هزار تن است.

## پالایشگاه و کارخانه‌های پتروشیمی خط لوله مرکز

### پالایشگاه گاز پارسیان
با اختصاص اتان تولیدی پالایشگاه گاز پارسیان ۱ و ۲ به پتروشیمی فیروزآباد این پالایشگاه اولین تأمین کننده خوراک پتروشیمی‌های فارس شد.
این پالایشگاه در موقعیت طول ۵۸ و ۵۲ شرقی و عرض ۲۸ و ۲۷ شمالی، با ۴۲۰ متر ارتفاع از سطح دریا، در فاصلهٔ ۹ کیلومتری مرکز شهرستان مُهر قرار دارد. در دشت میان آخرین رشته‌کوه‌های فلات ایران (زاگرس جنوبی) بر کنارهٔ بزرگراه مُهر-لامرد قرار گرفته، تاکنون دو فاز آن به بهره‌برداری رسیده است.
بخش اول این پالایشگاه با حضور سید محمد خاتمی رئیس‌جمهور وقت در تاریخ ۲۵ شهریور ۱۳۸۲ خورشیدی با ظرفیت روزانهٔ ۲۱ میلیون مترمکعب گاز و ۱۲ هزار بشکه میعانات گازی، فعالیت خود را آغاز نمود و هم‌اکنون ظرفیت اسمی تولید روزانه ۸۰٫۶ میلیون مترمکعب گاز طبیعی را داراست.
این پالایشگاه پس از پالایشگاه‌های گاز پارس جنوبی به عنوان دومین تولیدکنندهٔ گاز ایران (۸٫۶ درصد گاز کشور) می‌باشد. منابع تأمین گاز پالایشگاه در حال حاضر شامل میدان‌های تابناک (۵۵ درصد)، شانول و هما (۳۵ درصد) و وراوی (۱۰ درصد) می‌باشد.

### پتروشیمی فیروزآباد
پتروشیمی فیروزآباد یک پتروشیمی در فیروزآباد با ظرفیت اسمی یک میلیون و نود هزارتندر سال در زمینی به مساحت ۱۶۰ هکتار در فاصله حدود ۱۰ کیلومتری از شهر فیروزآباد است. پتروشیمی فیروزآباد به عنوان تامین‌کننده خوراک پتروشیمی جهرم، فسا ، داراب و استهبان معین می‌شود و عنوان پتروشیمی مادر را در خط لوله اتیلن مرکز می‌گیرد.

### پتروشیمی جهرم
پتروشیمی جهرم یک مجتمع پتروشیمی در جهرم در زمینی به مساحت ۳۰۰ هکتار در مجاورت منطقه ویژه اقتصادی جهرم در فاصله حدود ۳۵ کیلومتر از جهرم است. این پتروشیمی بخشی از مسیر خط لوله اتیلن مرکز بوده و پلی‌اتیلن سبک خطی و سنگین با ظرفیت اسمی ۳۰۰ هزار تن در سال تولید خواهد کرد.
احداث این پتروشیمی همزمان با دور دوم سفر هیئت دولت دهم به استان فارس در اردیبهشت ماه سال ۱۳۸۸ آغاز شد.

### پتروشیمی فسا
عملیات اجرایی مجتمع پتروشیمی شهرستان فسا با ظرفیت تولید ۳۰۰ هزار تن پلی‌اتیلن سبک و سرمایه‌گذاری اولیه ۳۰۰ میلیون دلار در اردیبهشت سال ۱۳۸۸ آغاز شد.راه اندازی و ساخت این پروژه در آن سال‌ها با اعتبار ۵۰۰ میلیون دلاری به جریان افتاد و قرار بود تا پایان سال ۹۷ وارد مدار تولید شود.

### پتروشیمی داراب
پتروشیمی داراب از مجتمع‌های پتروشیمی تعریف‌شده در مسیر خط لوله اتیلن مرکز است که با ظرفیت تولید سالانه ۳۰۰ هزار تن پلی‌اتیلن در زمینی به مساحت ۲۷۵ هکتار و با سرمایه‌گذاری ۳۰۸ میلیون دلاری و ۵۱۴ میلیارد ریالی در اردیبهشت ۱۳۸۸ کلنگ‌زنی شد.

### پتروشیمی استهبان
پتروشیمی استهبان از مجتمع‌های پتروشیمی تعریف‌شده در مسیر خط لوله اتیلن مرکز است که با ظرفیت تولید سالانه ۱۰۰ هزار تن اتیلن وینیل استات (EVA) در زمینی به مساحت ۲۳۶ هکتار، همزمان با سایر طرح‌های پتروشیمی خط لوله اتیلن مرکز در اردیبهشت ۱۳۸۸ کلنگ‌زنی شد.

## مشکلات خط لوله اتیلن مرکز
مهم ترین مشکل خط لوله اتیلن مرکز بحران کم آبی است.
پتروشیمی های فیروزآباد، جهرم، فسا و داراب که ساختشان سال های طولانی به علت های مالی و فنی به تاخیر افتاد، این بار در مواجهه با دیو خشکسالی و کمبود آب، چاره‌ای جز تسلیم ندارند.
بر این اساس قرار است این طرح ها به علت کمبود آب به سواحل خلیج فارس منتقل شود.
برآورد می‌شود میزان آب مورد نیاز برای سه پتروشیمی جهرم، فسا و داراب حدود ۵۲ میلیون لیتر در طول شبانه روز باشد، یعنی مقدار آبی که در این پتروشیمی ها مصرف می‌شود با میزان آب مصرفی ۲۷۰ هزار نفر در شبانه روز برابر می‌شود.
در وضعیت فعلی کشور و استان فارس که با بحران آب دست به گریبان است، مصرف این مقدار آب توسط پتروشیمی ها فاجعه آمیز خواهدبود.